# Robert Pintenat
Robert Pintenat (Parijs, 1 mei 1948 – Bayonne, 22 augustus 2008) was een profvoetballer uit Frankrijk, die speelde als aanvaller gedurende zijn carrière. Hij kwam drie keer uit voor het Franse elftal, en scoorde één keer voor Les Bleus in 1976.
Pintenat stapte later het trainersvak in en was onder meer bondscoach van Gabon (1991-1992). Hij overleed op 60-jarige leeftijd.

## Erelijst
Toulouse FC
- Ligue 2

1982